# Werner Müller (homme politique, 1910)
Pour les articles homonymes, voir Werner Müller et Müller.
Werner Müller (né le 20 octobre 1910 à Langen et mort le 27 février 1996 à Puchheim) est un homme politique allemand (CSU).

## Biographie
Müller étudie à l'école primaire et au lycée Wittelsbach de Munich (de). En 1931, il commence dans un atelier électrique à Munich, où il travaille pour la dernière fois en tant que signataire autorisé. De novembre 1944 à avril 1945, il est dans un camp de concentration. À la fin de 1945, il est cofondateur de la CSU à Munich-Neuhausen, où il devient peu après président local et d'arrondissement. À la CSU, il occupe plusieurs fonctions, par exemple il siège au conseil d'État et au conseil exécutif de la CSU, est premier vice puis premier trésorier de l'État, est également vice-président et de 1960 à 1967 président de l'association de district de Munich et président du conseil consultatif des sports. Le 13 septembre 1965, il rejoint le Landtag de Bavière, remplaçant le regretté Josef Gretschmann (de). Il occupe le mandat jusqu'en 1974.